# Número de identificação fiscal
O número de identificação fiscal (NIF) tem como finalidade identificar em Portugal uma entidade fiscal, contribuinte, por exemplo, em declarações de IRS ou outros impostos ou transações financeiras
É atribuído pela Autoridade Tributária e Aduaneira, organismo do Ministério das Finanças e da Administração Pública, no caso de pessoas singulares e pessoas colectivas não sujeitas a registo no Registo Nacional de Pessoas Colectivas (RNPC).
É atribuído pelo Registo Nacional de Pessoas Colectivas no caso de entidades sujeitas a registo.
Foi instituído pelo Decreto-Lei n.º 463/79, de 30 de Novembro. O Decreto-lei n.º 463/79 foi revogado a partir de 27 de Fevereiro de 2013 pelo Decreto-lei n.º 14/2013, de 28 de Janeiro, que procede à sistematização e harmonização da legislação referente ao Número de Identificação Fiscal.
Este número é ainda utilizado, dentro da União Europeia, para identificar as entidades económicas para efeitos de IVA (VAT identification Number).

## Definição
Artigo 2.º do Decreto-lei n.º 14/2013, de 28 de Janeiro:
"O Número de Identificação Fiscal, abreviadamente designado por NIF, é um número sequencial destinado exclusivamente ao tratamento de informação de índole fiscal e aduaneira, devendo ser gerado de forma automática em conformidade com as disposições constantes do presente diploma."

## NIF das Empresas
O NIF das Empresas é o número fiscal utilizado em Portugal para identificar uma entidade em transacções financeiras e pagamento de impostos (IRC). O termo usado geralmente é NIF (Número de Identificação Fiscal), no entanto o termo correcto é NIPC (Número de Identificação de Pessoa Colectiva).

## NIF e Senha das Finanças em Portugal
No contexto português, o NIF (Número de Identificação Fiscal) é um identificador essencial para cidadãos e empresas nas suas relações fiscais. É crucial ter cuidado ao lidar com a senha das Finanças, associada ao NIF. Os cidadãos devem manter um controlo direto sobre as suas credenciais fiscais e ser cautelosos ao partilhar tais informações.

## Constituição e interpretação
É constituído por nove dígitos, sendo os oito primeiros sequenciais e o último um dígito de controlo.
O NIF pode pertencer a uma de várias gamas de números, definidas pelos dígitos iniciais, com as seguintes interpretações:
- 1 a 3: Pessoa singular, a gama 3 começou a ser atribuída em junho de 2019;[2]
- 45: Pessoa singular. Os algarismos iniciais "45" correspondem aos cidadãos não residentes que apenas obtenham em território português rendimentos sujeitos a retenção na fonte a título definitivo;[3]
- 5: Pessoa colectiva obrigada a registo no Registo Nacional de Pessoas Colectivas;[4]
- 6: Organismo da Administração Pública Central, Regional ou Local;
- 70, 74 e 75: Herança Indivisa, em que o autor da sucessão não era empresário individual, ou Herança Indivisa em que o cônjuge sobrevivente tem rendimentos comerciais;
- 71: Não residentes colectivos sujeitos a retenção na fonte a título definitivo;
- 72: Fundos de investimento;
- 77: Atribuição Oficiosa de NIF de sujeito passivo (entidades que não requerem NIF junto do RNPC);
- 78: Atribuição oficiosa a não residentes abrangidos pelo processo VAT REFUND;
- 79: Regime excepcional - Expo 98;
- 8: "empresário em nome individual" (actualmente obsoleto, já não é utilizado nem é válido);
- 90 e 91: Condomínios, Sociedade Irregulares, Heranças Indivisas cujo autor da sucessão era empresário individual;
- 98: Não residentes sem estabelecimento estável;
- 99: Sociedades civis sem personalidade jurídica.

O nono e último dígito é o dígito de controlo. É calculado utilizando o algoritmo módulo 11.

## Obter dígito de controlo
O NIF tem 9 dígitos, sendo o último o digito de controlo. Para ser calculado o digito de controlo:
1. Multiplique o 8.º dígito por 2, o 7.º dígito por 3, o 6.º dígito por 4, o 5.º dígito por 5, o 4.º dígito por 6, o 3.º dígito por 7, o 2.º dígito por 8 e o 1.º dígito por 9;
2. Some os resultados;
3. Calcule o resto da divisão do número por 11;
4. Se o resto for 0 (zero) ou 1 (um) o dígito de controlo será  0 (zero);
5. Se for outro qualquer algarismo X, o dígito de controlo será o resultado da subtracção 11 - X.

### Exemplo de validação em Python
```
import
 
doctest

DIGITOS_NIF
 
=
 
9

DIGITOS_CONTROLO
 
=
 
8

def
 
calcular_digito_controlo
(
digitos
:
 
str
)
 
->
 
str
:

    
"""Calcula o digito de controle de um NIF Ex. 99999999[0]

    >>> calcular_digito_controlo('99999999')

    '0'

    >>> calcular_digito_controlo('74089837')

    '0'

    >>> calcular_digito_controlo('28702400')

    '8'

    """

    
if
 
not
 
digitos
.
isdigit
():

        
raise
 
ValueError
(
"Nem todos os caracteres são digitos"
)

    
if
 
not
 
len
(
digitos
)
 
==
 
DIGITOS_CONTROLO
:

        
raise
 
ValueError
(
f
"Número de digitos diferente de 
{
DIGITOS_CONTROLO
}
"
)

    
soma
 
=
 
(

        
int
(
digitos
[
0
])
 
*
 
9

        
+
 
int
(
digitos
[
1
])
 
*
 
8

        
+
 
int
(
digitos
[
2
])
 
*
 
7

        
+
 
int
(
digitos
[
3
])
 
*
 
6

        
+
 
int
(
digitos
[
4
])
 
*
 
5

        
+
 
int
(
digitos
[
5
])
 
*
 
4

        
+
 
int
(
digitos
[
6
])
 
*
 
3

        
+
 
int
(
digitos
[
7
])
 
*
 
2

    
)

    
resto
 
=
 
soma
 
%
 
11

    
if
 
resto
 
==
 
0
 
or
 
resto
 
==
 
1
:

        
return
 
"0"

    
return
 
str
(
11
 
-
 
resto
)

def
 
valida_nif
(
nif
:
 
str
)
 
->
 
bool
:

    
"""Validação do número de identificação fiscal

    >>> valida_nif('999999990')

    True

    >>> valida_nif('999999999')

    False

    >>> valida_nif('501442600')

    True

    """

    
if
 
not
 
nif
.
isdigit
()
 
or
 
len
(
nif
)
 
!=
 
DIGITOS_NIF
:

        
return
 
False

    
return
 
nif
[
-
1
]
 
==
 
calcular_digito_controlo
(
nif
[:
DIGITOS_CONTROLO
])

if
 
__name__
 
==
 
"__main__"
:

    
doctest
.
testmod
()

```

### Exemplo de validação em JavaScript
```
function
 
validateNIF
(
value
)
 
{

    
const
 
nif
 
=
 
typeof
 
value
 
===
 
'string'
 
?
 
value
 
:
 
value
.
toString
();

    
if
 
(
nif
.
length
 
!==
 
9
)
 
return
 
false
;

    
if
 
(

        
!
validationSets
.
one
.
includes
(
nif
.
substring
(
0
,
 
1
))
 
&&

        
!
validationSets
.
two
.
includes
(
nif
.
substring
(
0
,
 
2
))

    
)

        
return
 
false
;

    
const
 
nifNumbers
 
=
 
nif
.
split
(
""
).
map
((
c
)
 
=>
 
Number
.
parseInt
(
c
));

    
const
 
total
 
=

        
nifNumbers
[
0
]
 
*
 
9
 
+

        
nifNumbers
[
1
]
 
*
 
8
 
+

        
nifNumbers
[
2
]
 
*
 
7
 
+

        
nifNumbers
[
3
]
 
*
 
6
 
+

        
nifNumbers
[
4
]
 
*
 
5
 
+

        
nifNumbers
[
5
]
 
*
 
4
 
+

        
nifNumbers
[
6
]
 
*
 
3
 
+

        
nifNumbers
[
7
]
 
*
 
2
;

    
const
 
modulo11
 
=
 
Number
(
total
)
 
%
 
11
;

    
const
 
checkDigit
 
=
 
modulo11
 
<
 
2
 
?
 
0
 
:
 
11
 
-
 
modulo11
;

    
return
 
checkDigit
 
===
 
Number
(
nif
[
8
]);

}

```

### Exemplo de validação em PHP
```
public
 
static
 
function
 
validateNIF
(
$nif
)
 
{

    
$nif
 
=
 
trim
(
$nif
);

    
$nif_split
 
=
 
str_split
(
$nif
);

    
$nif_primeiros_digito
 
=
 
array
(
1
,
 
2
,
 
3
,
 
5
,
 
6
,
 
7
,
 
8
,
 
9
);

    
if
 
(
is_numeric
(
$nif
)
 
&&
 
strlen
(
$nif
)
 
==
 
9
 
&&
 
in_array
(
$nif_split
[
0
],
 
$nif_primeiros_digito
))
 
{

        
$check_digit
 
=
 
0
;

        
for
 
(
$i
 
=
 
0
;
 
$i
 
<
 
8
;
 
$i
++
)
 
{

            
$check_digit
 
+=
 
$nif_split
[
$i
]
 
*
 
(
10
 
-
 
$i
 
-
 
1
);

        
}

        
$check_digit
 
=
 
11
 
-
 
(
$check_digit
 
%
 
11
);

        
$check_digit
 
=
 
$check_digit
 
>=
 
10
 
?
 
0
 
:
 
$check_digit
;

        
if
 
(
$check_digit
 
==
 
$nif_split
[
8
])
 
{

            
return
 
true
;

        
}

    
}

    
return
 
false
;

}

```

### Exemplo de validação em R
```
validateNIF
 
<-
 
function
(
nif
)
 
{

  
if 
(
!
grepl
(
"\\D"
,
 
nif
))
 
{

    
mod11
 
<-
 
strtoi
(
strsplit
(
nif
,
""
)[[
1
]])
 
%*%
 
c
(
9
:
2
,
0
)
 
%%
 
11

    
checkDigit
 
<-
 
ifelse
(
mod11
 
==
 
0
,
 
0
,
 
ifelse
(
mod11
 
==
 
1
,
 
9
,
 
11
 
-
 
mod11
))

    
(
substr
(
nif
,
 
9
,
 
9
)
 
==
 
checkDigit
)[
1
][
1
]

  
}

  
else
 
FALSE

}

```

### Exemplo de validação em Rust[5]
```
fn
 
validate_nif
(
pnif
: 
&
str
)
 
-> 
bool
 
{

    
let
 
mut
 
nif
 
=
 
pnif
.
trim
();

    
if
 
nif
.
chars
().
count
()
 
==
 
11
 
{

        
if
 
&
nif
[
..
2
]
 
==
 
"PT"
 
{

            
nif
 
=
 
&
nif
[
2
..
];

        
}
 
else
 
{

            
return
 
false
;

        
}

    
}

    
if
 
nif
.
chars
().
count
()
 
==
 
9
 
&&
 
nif
.
parse
::
<
i64
>
().
is_ok
()
 
{

        
let
 
mut
 
total
 
=
 
0
 
as
 
i32
;

        
for
 
n
 
in
 
2
..
10
 
{

            
let
 
ss
:
String
 
=
 
nif
.
chars
().
skip
(
9
-
n
).
take
(
1
).
collect
();

            
total
 
+=
 
ss
.
as_str
().
parse
::
<
i32
>
().
unwrap
()
 
*
 
n
 
as
 
i32
;

        
}

        
let
 
modulo11
 
=
 
total
 
%
 
11
;

        
let
 
check_digit
 
=
 
if
 
modulo11
 
<
 
2
 
{
 
0
 
}
 
else
 
{
 
11
 
-
 
modulo11
};

        
let
 
s_check_digit
:
String
 
=
 
nif
.
chars
().
skip
(
8
).
take
(
1
).
collect
();

        
let
 
p_check_digit
 
=
 
s_check_digit
.
as_str
().
parse
::
<
i32
>
().
unwrap
();

        
return
 
check_digit
 
==
 
p_check_digit
;

    
}

    
return
 
false
;

}

```

### Exemplo de validação em Ruby (version 2.4+)
```
def
 
valid?
(
nif
)

  
digits
 
=
 
nif
.
digits
.
reverse

  
return
 
false
 
unless
 
digits
.
size
 
==
 
9

  
mod11
 
=
 
(
0
..
7
)
.
sum
 
{
 
|
n
|
 
digits
[
n
]*
(
9
-
n
)
 
}
 
%
 
11

  
digits
[
8
]
 
==
 
(
mod11
 
<
 
2
 
?
 
0
 
:
 
11
 
-
 
mod11
)

end

```

### Exemplo de validação em Go[6]
```
func
 
IsValidNif
(
nif
 
string
)
 
bool
 
{

	
// validate length

	
if
 
len
(
nif
)
 
!=
 
9
 
{

		
return
 
false

	
}

	
// check if all characters are numbers

	
for
 
_
,
 
char
 
:=
 
range
 
nif
 
{

		
if
 
char
 
<
 
'0'
 
||
 
char
 
>
 
'9'
 
{

			
return
 
false

		
}

	
}

	
// validate prefixes

	
if
 
!
func
()
 
bool
 
{

		
if
 
strings
.
ContainsAny
(
nif
[:
1
],
 
"123568"
)
 
{

			
return
 
true

		
}

		
if
 
_
,
 
ok
 
:=
 
map
[
string
]
bool
{

			
"45"
:
 
true
,
 
"70"
:
 
true
,
 
"71"
:
 
true
,
 
"72"
:
 
true
,
 
"74"
:
 
true
,

			
"75"
:
 
true
,
 
"77"
:
 
true
,
 
"78"
:
 
true
,
 
"79"
:
 
true
,
 
"90"
:
 
true
,

			
"91"
:
 
true
,
 
"98"
:
 
true
,
 
"99"
:
 
true
}[
nif
[:
2
]];
 
ok
 
{

			
return
 
true

		
}

		
return
 
false

	
}()
 
{

		
return
 
false

	
}

	
// calculate check-digit

	
sum
 
:=
 
0

	
for
 
i
,
 
char
 
:=
 
range
 
nif
[:
8
]
 
{

		
v
,
 
err
 
:=
 
strconv
.
Atoi
(
string
(
char
))

		
if
 
err
 
!=
 
nil
 
{

			
return
 
false

		
}

		
sum
 
+=
 
v
 
*
 
(
9
 
-
 
i
)

	
}

	
rmd
 
:=
 
sum
 
%
 
11

	
ckd
 
:=
 
0

	
switch
 
rmd
 
{

	
case
 
0
,
 
1
:

		
ckd
 
=
 
0

	
default
:

		
ckd
 
=
 
11
 
-
 
rmd

	
}

	
// compare the provided check digit with the calculated one

	
compare
,
 
err
 
:=
 
strconv
.
Atoi
(
string
(
nif
[
8
]))

	
if
 
err
 
!=
 
nil
 
{

		
return
 
false

	
}

	
return
 
compare
 
==
 
ckd

}

```

### Exemplo de validação em TypeScript
```
function
 
validateNIF
(
nif
:
 
string
)
 
{

    
const
 
validationSets
 
=
 
{

      
one
:
 
[
'1'
,
 
'2'
,
 
'3'
,
 
'5'
,
 
'6'
,
 
'8'
],

      
two
:
 
[
'45'
,
 
'70'
,
 
'71'
,
 
'72'
,
 
'74'
,
 
'75'
,
 
'77'
,
 
'79'
,
 
'90'
,
 
'91'
,
 
'98'
,
 
'99'
]

    
};

    
if
 
(
nif
.
length
 
!==
 
9
)
 
return
 
false
;

    
if
 
(
!
validationSets
.
one
.
includes
(
nif
.
substring
(
0
,
 
1
))
 
&&
 
!
validationSets
.
two
.
includes
(
nif
.
substring
(
0
,
 
2
)))
 
return
 
false
;

    
const
 
nifNumbers
 
=
 
nif
.
split
(
''
).
map
(
c
 
=>
 
Number
.
parseInt
(
c
))

    
const
 
total
 
=
 
nifNumbers
[
0
]
 
*
 
9
 
+
 

      
nifNumbers
[
1
]
 
*
 
8
 
+
 

      
nifNumbers
[
2
]
 
*
 
7
 
+
 

      
nifNumbers
[
3
]
 
*
 
6
 
+
 

      
nifNumbers
[
4
]
 
*
 
5
 
+
 

      
nifNumbers
[
5
]
 
*
 
4
 
+

      
nifNumbers
[
6
]
 
*
 
3
 
+

      
nifNumbers
[
7
]
 
*
 
2
;

    
const
 
modulo11
 
=
 
(
Number
(
total
)
 
%
 
11
);

    
const
 
checkDigit
 
=
 
modulo11
 
<
 
2
 
?
 
0
 
:
 
11
 
-
 
modulo11
;

    
return
 
checkDigit
 
===
 
Number
(
nif
[
8
]);

}

```

### Exemplo de validação em Java[7]
```
public
 
static
 
boolean
 
PT
(
String
 
number
)
 
{

	
final
 
int
 
max
=
9
;

	
//check if is numeric and has 9 numbers

	
if
 
(
!
number
.
matches
(
"[0-9]+"
)
 
||
 
number
.
length
()
!=
max
)
 
return
 
false
;

	
int
 
checkSum
=
0
;

	
//calculate checkSum

	
for
 
(
int
 
i
=
0
;
 
i
<
max
-
1
;
 
i
++
){

		
checkSum
+=
(
number
.
charAt
(
i
)
-
'0'
)
*
(
max
-
i
);

	
}

	
int
 
checkDigit
=
11
-
(
checkSum
 
%
 
11
);

	
//if checkDigit is higher than 9 set it to zero

	
if
 
(
checkDigit
>
9
)
 
checkDigit
=
0
;

	
//compare checkDigit with the last number of NIF

	
return
 
checkDigit
==
number
.
charAt
(
max
-
1
)
-
'0'
;

}

```

### Exemplo de validação em APL
```
nifvalido
 
←
 
{
(
≡
⍵
=
1
)
:
'Não é numérico'
⋄(
⍴
10
⊥
⍣
¯1
⊢
⍵
)
≠
9
:
'Não tem 9 dígitos'
⋄
C
←
11
-
11
|+
/
(
¯1
↓
10
-⍳
9
)
×
(
¯1
↓
10
⊥
⍣
¯1
⊢
⍵
)⋄
D
←
8
↓
10
⊥
⍣
¯1
⊢
⍵
⋄
t
←
(((
C
≥
10
)
∧
(
D
=
0
))
∨
((
C
<
10
)
∧
(
D
=
C
)))
:
'NIF válido'
⋄(
~
t
)
:
'NIF inválido'
}

⍝ monadic dfn em APL que aceita NIF como input, valida se é numérico, valida se tem 9 dígitos. Se numérico com 9 dígitos, devolve se é válido ou inválido

```

### Exemplo de validação em C#[8]
```
public
 
static
 
bool
 
Nif
(
string
 
nifNumber
)

{

    
int
 
tamanhoNumero
 
=
 
9
;
 
// Tamanho do número NIF

    
string
 
filteredNumber
 
=
 
Regex
.
Match
(
nifNumber
,
 
@"[0-9]+"
).
Value
;
 
// extrair Número

    
if
 
(
filteredNumber
.
Length
 
!=
 
tamanhoNumero
 
||
 
int
.
Parse
(
filteredNumber
[
0
].
ToString
())
 
==
 
0
)
 
{
 
return
 
false
;
 
}
 
// Verificar Tamanho, e zero no inicio

    
int
 
calculoCheckSum
 
=
 
0
;

    
// Calcular check sum

    
for
 
(
int
 
i
 
=
 
0
;
 
i
 
<
 
tamanhoNumero
 
-
 
1
;
 
i
++
)

    
{

        
calculoCheckSum
 
+=
 
(
int
.
Parse
(
filteredNumber
[
i
].
ToString
()))
*
(
tamanhoNumero
 
-
 
i
);

    
}

    
int
 
digitoVerificacao
 
=
 
11
-
(
calculoCheckSum
 
%
 
11
);

           

    
if
 
(
digitoVerificacao
 
>
 
9
)
 
{
 
digitoVerificacao
 
=
 
0
;
 
}

    
// retornar validação

    
return
 
digitoVerificacao
 
==
 
int
.
Parse
(
filteredNumber
[
tamanhoNumero
 
-
 
1
].
ToString
());

}

```

## Noutros países
Em Itália, o número de contribuinte é calculado com base no nome, ano de nascimento e outros detalhes particulares, de forma a poder ser determinado pelo próprio contribuinte, sem ser necessário esperar pela emissão do documento oficial.
No Brasil, existem os equivalentes ao NIF cadastro de pessoas físicas (CPF), utilizado para indivíduos, e o equivalente ao NIPC cadastro nacional da pessoa jurídica (CNPJ) para empresas. Ambos são atribuídos pela Receita Federal do Brasil.